# Francisco Niño
Francisco Niño fue un navegante y descubridor español, nacido en Moguer a finales siglo XV. Era el tercer hermano de los "Niño" que participaron activamente en el Descubrimiento de América. Fue en el viaje descubridor, como marinero en la carabela la Niña. También acompañó a Cristóbal Colón y demás miembros de su familia, en el segundo viaje colombino y en el tercer viaje colombino.

## Biografía
Francisco Niño fue el tercer hijo de Alfón Pérez Niño, nacido detrás de Juan, Pedro Alonso, y antes del hermano menor Cristóbal. La familia “Niño” constituía una estirpe de marinos avezados y curtidos en travesías por el Atlántico y el Mediterráneo. Fue creciendo en el ambiente marinero de su familia, formándose como marino hasta adquirir amplia experiencia.
Tuvo una participación fundamental en los preparativos y desarrollo del viaje descubridor. Los Niño, una vez superados los primeras reticencias al proyecto de Colón, se convirtieron en férreos defensores del viaje, y pusieron todo su empeño en llevar a cabo la empresa Colombina. Convencieron a la marinería moguereña, y resto de marinos que habitualmente navegaban con ellos, para que se alistaran en el viaje colombino. Junto a sus hermanos, organizaron los preparativos de la carabela que se realizaron, en julio de 1492, en el Puerto de Moguer. El 3 de agosto de 1492, partió del puerto de Palos como marinero en la expedición descubridora, culminándose el viaje, el 12 de octubre de 1492, con el descubrimiento del Nuevo Mundo.
Al regreso del viaje colombino, el 15 de marzo de 1493, llegó en la carabela La Niña al puerto de Palos, encaminándose posteriormente junto con Cristóbal Colón,  sus hermanos y el resto de la tripulación a Moguer, para cumplir el Voto colombino en el Monasterio de Santa Clara dando cumplimiento a la promesa realizada  alta mar.
También acompañó a Cristóbal Colón, como piloto de la carabela La Niña, en el segundo viaje colombino, entre 1493 y 1496.
En el tercer viaje colombino, entre 1499 y 1501, también viajó siguiendo la ruta colombina del segundo viaje donde se descubrió Paria, la tierra de gracia.
Probablemente participó en el siguiente viaje pero no se conoce con certeza.